# Helene Wessel

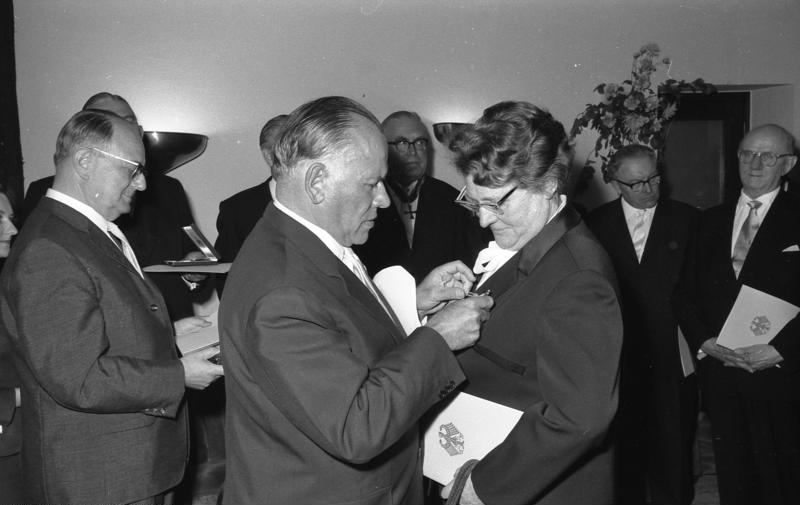
Wessel krijgt de Orde van Verdienste van de Bondsrepubliek Duitsland van Eugen Gerstenmaier

Helene Wessel (Dortmund, 6 juli 1897 – Bonn, 13 oktober 1969) was een Duits katholiek politica.
Helene Wessel was lid van de katholieke Zentrumspartei. Van 1915 tot 1928 was zij secretaris van de verkiezingsvoorbereidingscommissie van de Zentrumspartei. In 1919 werd zij lid van de Zentrumspartei en van sedert 1924 lid van het partijbestuur. Van 1928 tot 1933 was zij lid van de Pruisische Landdag. Van 1933 tot 1945 was Wessel actief als sociaal werkster in de Rooms-Katholieke Kerk.
Nadat de Zentrumspartei in 1945 opnieuw werd opgericht, werd ze lid van het Bondsbestuur van de partij. Sinds 1948 was ze lid van de Bondsdag. In 1949 werd Wessel voorzitster van de Zentrumspartei en tevens de (op dat moment enige vrouwelijke) fractievoorzitster van de Zentrum-fractie in de Bondsdag. Samen met de Bayernpartei vormde het Zentrum één fractie.
In 1952 stapte ze uit de Zentrumspartei om samen de Gesamtdeutsche Volkspartei (GVP) op te richten. De GVP streed tegen de Duitse herbewapening en was fel tegen atoomwapens. In 1957 ging de GVP in de Sozialdemokratische Partei Deutschlands (SPD) en werd Helene Wessel lid van het partijbestuur en lid van de Bondsdag (1957-1969). In 1964 bezocht zij als lid van een delegatie van zes vrouwen de Sovjet-Unie. In 1968 stemde zij tegen de wet die de regering bevoegdheden gaf de correspondentie van mensen ongevraagd in te zien, dit zogenaamd ter verdediging van de Bondsrepubliek Duitsland.